# Gardarem la Tèrra
Gardarem la Tèrra és un moviment polític occità nascut arran de l'embranzida altermundista que es va produir a l'estat francès. Va ser creat l'agost del 2003 pels activistes José Bové i el catedràtic Robèrt Lafont (1923-2009)a la regió del Larzac. Lafont en va signar el text fundador. El seu nom prové del lema usat durant la resistència occitana dels anys 1970 a l'ús pels militars del Larzac: «Gardarem lo Larzac!».
A més de les preocupacions que afecten gran part de les generacions actuals (la contaminació, l'agricultura, l'aigua, els desequilibris econòmics, l'ultra-liberalisme, el centralisme entre d'altres), Gardarem la Tèrra també es preocupa pel problema dels pobles i cultures minoritzades, i més particularment la problemàtica occitana com ara l'ús de la llengua occitana a l'àmbit dels transports. El moviment ha participat activament a l'organització de les diverses manifestacions per l'occità a Besièrs o a Tolosa. També va organitzar una «Caravana occitana» que recorre el territori occità amb músics per a assabentar del problema de l'occità. El setembre 2009 ha organitzat un col·loqui a Nimes amb l'ànim de perpetuar l'acció iniciada per Robèrt Lafont.